# هارون باين
هارون باين (بالإنجليزية: Aaron Payne)‏ هو منافس ألعاب قوى أمريكي، ولد في 16 مايو 1971.

## وصلات خارجية
- هارون باين على موقع الاتحاد الدولي لألعاب القوى (الإنجليزية)